# Anton von Kersting
Anton Joseph Kersting, seit 1913 von Kersting (* 22. September 1849 in Anholt; † 25. Februar 1922 in Lüneburg) war ein preußischer General der Artillerie und 1903/12 Direktor der Militärtechnischen Akademie in Berlin-Charlottenburg.

## Leben
Er war der Sohn von Johann Heinrich Klemens Kersting und dessen Ehefrau Bertha Maria Anna Katharina, geborene Tryst (1808–1879), Tochter eines Kölner Regierungsrates.
Seine Gymnasialzeit verbrachte Kersting von 1861 bis 1867 auf dem Collegium Augustinianum Gaesdonck, die er mit dem Abitur abschloss. Kersting verfasste später ein autobiographisches Werk, das sich hauptsächlich mit seiner Schulzeit auf der Gaesdonck befasst.
Nach seiner Ausbildungszeit trat er in die Preußische Armee. Er durchlief eine Laufbahn bei der Artillerie und war u. a. Kommandeur des Badischen Fußartillerie-Regiments Nr. 14 sowie Abteilungschef bei der Artillerieprüfungskommission. Kersting gilt als Mitbegründer der Militärtechnischen Akademie (MTA), deren erster Direktor er von 1903 bis 1912 war. Von diesem Posten wurde er am 27. Januar 1912 entbunden und zu den Offizieren von der Armee versetzt. Kurz darauf wurde er am 9. März 1912 in Genehmigung seines Abschiedsgesuches unter Verleihung des Charakters als General der Artillerie zur Disposition gestellt.
Anlässlich des 25-jährigen Regierungsjubiläums von Wilhelm II. wurde Kersting am 16. Juni 1913 durch A.K.O. in den erblichen preußischen Adelsstand erhoben.
Mit Ausbruch des Ersten Weltkriegs folgte seine Wiederverwendung als z.D.-Offizier und er fungierte bis 1916 als stellvertretender Präses der Artillerie-Prüfungskommission.

## Familie
Anton von Kersting war zuerst mit Maria Sieger (1852–1889), einer Tochter von Heinrich Xaver Sieger, verheiratet. Das Ehepaar hatte vier Kinder. Nach ihrem Tod heiratete er 1891 ihre Schwester Ottilie Sieger (1851–1924).

## Publikationen
- Erfahrungen beim Schiessen aus Mörsern beziehungsweise Kanonen mit kleinen Ladungen während des XXIX. Cursus. 1883.
- Gaesdonck. Jugenderinnerungen eines alten Soldaten. J.P. Bachem, 1917.